# Signor giudice/Vorrei
Signor giudice / Vorrei  è un singolo del cantautore italiano Roberto Vecchioni, pubblicato nel 1979 dalla Ciao Records.
Tratto dall'Lp Robinson, come salvarsi la vita, questo 45 giri, ricalca fedelmente l'Lp, sia per i brani in esso contenuti, sia nella copertina, rappresentata da illustrazioni del disegnatore Andrea Pazienza.

## Storia
La canzone nasce da una vicenda personale. Nel 1977 Vecchioni fu arrestato a Milano perché accusato di spaccio di sostanze stupefacenti dal giudice istruttore del tribunale di Marsala. L'accusa si riferì ad un episodio avvenuto due anni prima durante una serata alla Festa dell'Unità della stessa località siciliana, quando il cantautore avrebbe offerto uno spinello ad un quattordicenne. Vecchioni venne rinchiuso nel carcere di Marsala in attesa del processo e rilasciato dopo alcuni giorni dopo avere ottenuto l'assoluzione. La rabbia fu esacerbata dall'attesa in prigione del cantautore poiché il giudice doveva rientrare dalle ferie.

## Tracce
Lato A
Testi e musiche di Roberto Vecchioni.
1. Signor giudice

Lato B
Testi e musiche di Roberto Vecchioni.
1. Vorrei